# 誰かさんと誰かさんが全員集合!!
『誰かさんと誰かさんが全員集合!!』（だれかさんとだれかさんがぜんいんしゅうごう!!）は、1970年に製作・公開されたザ・ドリフターズの「全員集合シリーズ」及び松竹ドリフ映画第6作目。同時上映は『コント55号と水前寺清子の大勝負』。

## ストーリー
碇田長吉は水戸にある「大日本無念塾」の塾長。近所の高校生達に武道を教える傍ら、義理の弟・忠次、風太や工員の工助、塾の書生・ヒデオをしごいていた。
そんなある日、長吉が卑猥な目的で女子高生に寝技を教えていたという情報が出回ったことで塾生は辞めていってしまい、忠次ら4人も塾を脱走しようとする。しかしその時、東京から謎の美女・令子（岩下志麻）が無念塾を訪れ、4人は脱走の意思を失ってしまう。
その後、令子を我が物にしようとする長吉に対し、4人は令子を騙って偽のラブレターを送り付ける。まんまと騙された長吉は何度かやり取りを交わす内に令子と婚約したと思い込んで、盛大な婚約披露宴を開いてしまい...

## スタッフ
- 監督：渡辺祐介
- 脚本：田坂啓、渡辺祐介
- 製作：沢村国男、井沢健、青木伸樹
- 撮影：荒野諒一
- 美術：森田郷平
- 音楽：森岡賢一郎
- 録音：山本忠彦
- 照明：飯島博
- 編集：寺田昭光
- 監督助手：白木慶二
- 製作主任：馬道昭三
- 装置：中村良三
- 装飾：宗田八郎
- 進行：福山正幸
- 岩下志麻衣装デザイン：鳥居ユキ
- 協力：茨交・大洗ホテル

## キャスト
- 碇田長吉：いかりや長介
- 荒井忠次：荒井注
- 高木風太：高木ブー
- 仲本工助：仲本工事
- 加藤ヒデオ：加藤茶
- 結城令子：岩下志麻
- 新田重三：内田朝雄
- ぽん太：倍賞美津子
- 村山：森次浩司
- 川上団兵衛：上田吉二郎
- ミヨ：早瀬久美
- ツエ：呉恵美子
- 丸子：楠トシエ
- テツ子：若水ヤエ子
- 校長：柳沢真一
- 署長：中村是好
- 患者：佐山俊二
- トシエ：正司敏江
- レイジ：正司玲児
- 佐川：名和広
- 牧野：村上不二夫
- 柴田：小田草之介
- 豆子：笹原光子
- バーの女：堀真奈美、茅淳子、坂田多恵子、金子亜子
- PTAの女：光映子、秩父晴子
- 川上の配下：尾和義三郎、木村賢治、志村康徳、園田健二
- 警官：篠原靖夫、井山淳、小森英明
- 教え子：高知文子、田沢直美
- 太郎：吉原直樹
- 洋服屋：左とん平

## 主題歌・挿入歌
主題歌『誰かさんと誰かさん』
　原曲：『故郷の空』 / 歌：ザ・ドリフターズ
挿入歌『ほんとにほんとにご苦労さん』
　原曲：『軍隊小唄』 / 歌：ザ・ドリフターズ

## ロケ地
- 偕楽園